# Haucourt (Pas-de-Calais)
Haucourt ist eine französische Gemeinde mit 203 Einwohnern (Stand 1. Januar 2022) im Département Pas-de-Calais in der Region Hauts-de-France. Sie gehört zum Arrondissement Arras, zum Kanton Brebières und zum Gemeindeverband Osartis Marquion.

## Lage
Die Gemeinde Haucourt liegt am Südostrand des Artois im Quellgebiet der Sensée, 13 Kilometer ostsüdöstlich von Arras. Nachbargemeinden von Haucourt sind Rémy im Norden, Éterpigny im Nordosten, Dury im Osten, Villers-lès-Cagnicourt und Cagnicourt im Südosten, Hendecourt-lès-Cagnicourt im Südwesten sowie Vis-en-Artois im Westen.

## Bevölkerungsentwicklung
| Jahr                       | 1962 | 1968 | 1975 | 1982 | 1990 | 1999 | 2006 | 2014 | 2022 |
| -------------------------- | ---- | ---- | ---- | ---- | ---- | ---- | ---- | ---- | ---- |
| Einwohner                  | 193  | 197  | 169  | 196  | 233  | 240  | 214  | 248  | 203  |
| Quellen: Cassini und INSEE |      |      |      |      |      |      |      |      |      |

## Sehenswürdigkeiten

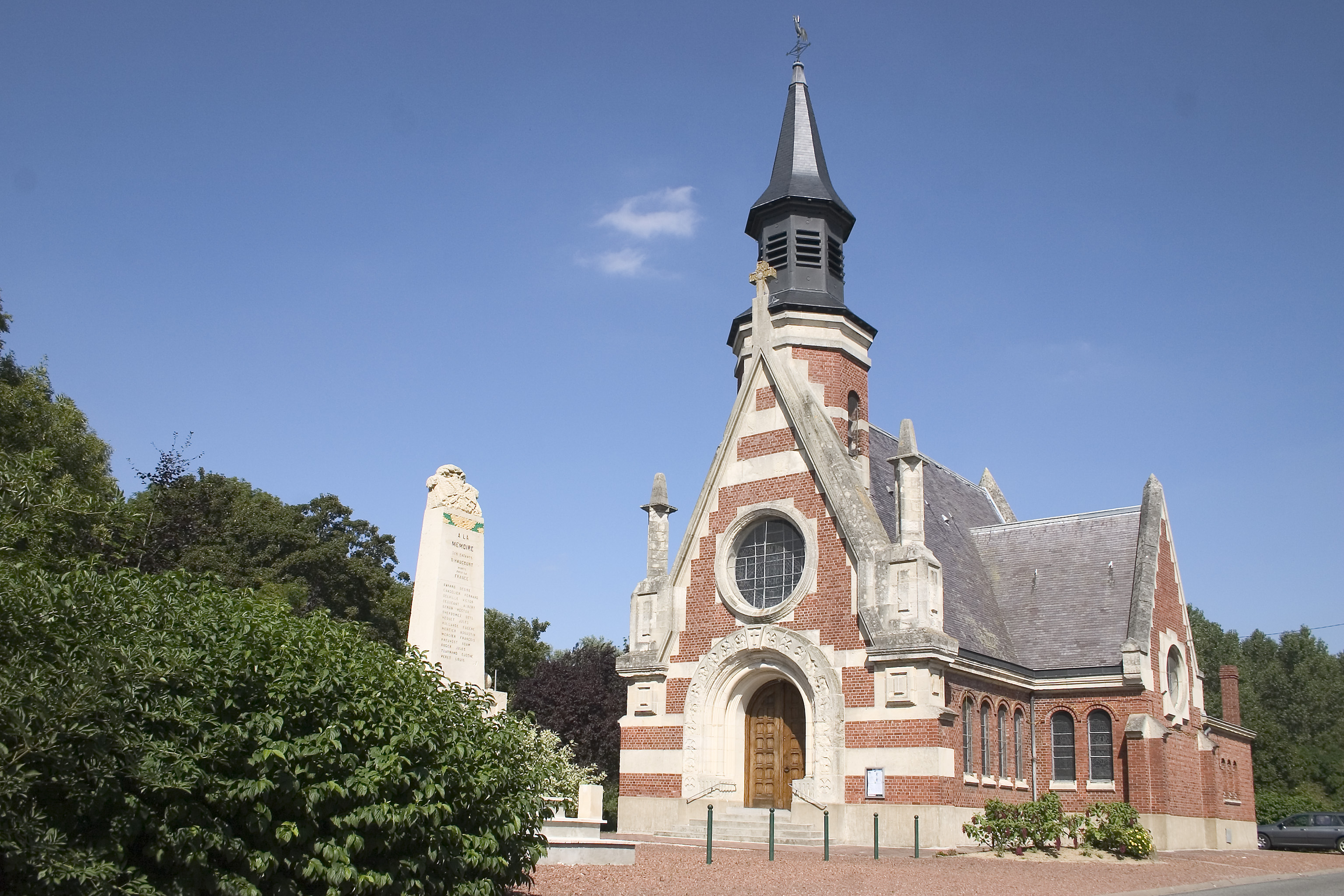
Kirche Saint-Michel
- Wasserturm

- Kirche Saint-Michel